# Library Genesis
Library Genesis (или LibGen) — веб-сайт, поисковая система и онлайн-хранилище, предоставляющее бесплатный доступ к пиратским коллекциям и защищённым авторским правом произведениям, в основном научной тематики. LibGen также называют «теневой библиотекой». Портал был создан в 2008 году, предположительно, группой российских учёных. До 2011 года коллекция LibGen росла в основном благодаря копированию других российских интернет-архивов и включению около полумиллиона англоязычных работ интернет-библиотеки Library.nu (или Gigapedia), закрытой в 2012 году. Начиная с 2013 года коллекция LibGen пополняется за счет интеграции  созданных издателями электронных текстовых репозиториев. До 2013 года большая часть коллекции была представлена на русском и английском языках, позднее начали добавлять работы и на немецком, итальянском, испанском и французском.
LibGen предоставляет бесплатный доступ к научному знанию через открытую базу данных научных работ. Администраторы портала активно выступают за копирование коллекции – пользователи могут не только найти и скачать нужный текст, но и распространять работы самостоятельно. Помимо этого существует инфраструктура зеркальных теневых библиотек, предоставляющих доступ к каталогу LibGen. Подобная двухуровневая система позволила сосредоточить свою работу на пополнении коллекции высококачественной научной литературой, в то время как зеркальные сайты конкурируют за лучшее обслуживание пользователей. С 2012 года LibGen сотрудничает с другим крупным интернет-ресурсом Sci-Hub, предоставляющим автоматический и бесплатный доступ к более чем 70 миллионам текстам научных статей.
По данным портала за декабрь 2020 года, только архив Library Genesis насчитывал более 2,8 миллионов файлов, общий объём которых составляет более 40 терабайтов.

## История

### Предыстория
Начиная с 1950—1960 годов подпольное копирование самиздата и распространение неподцензурных произведений стало частью интеллектуальной жизни советского общества. В то время самиздат печатали на гектографе и типографских станках, распространяли в виде рукописных списков, машинописных и компьютерных копий. Даже после распада Советского Союза и официальной отмены цензуры, переход к рыночным моделям издательского сектора был осложнён безработицей, финансовым кризисом, прекращением государственного финансирования книгоиздательства и библиотек. По этой причине на постсоветском пространстве стали появляться самоорганизованные библиотеки по предоставлению доступа к научным и литературным произведениям. Одновременное распространение дешёвых сканеров и компьютеров способствовало образованию самоорганизованных библиотек. Уже ко второй половине 1990-х годах в Рунете существовало значительное количество проектов по оцифровке книг — зачастую пользователи самостоятельно объединялись для создания совместной базы оцифрованных произведений, которую они впоследствии распространяли безвозмездно. 
В начале 2000-х годов бо́льшая часть российских научных и литературных трудов была оцифрована и входила в состав коллекций «теневых библиотек». Одной из первых крупных библиотек Рунета стал созданный Максимом Мошковым портал lib.ru. В его основу легла масштабная коллекция, которую программист начал собирать со школьных и университетских времён. Другой крупной интернет-коллекцией того периода был архив сообщества «Колхоз», действовавший в России с начала 2000-х и занимающийся сканированием и обработкой научных произведений и их свободным распространением. Члены  «Колхоза» не получали деньги за свою деятельность и не имели отдельного веб-сайта. Они создали FTP-сервер с файлами, доступ к которому администраторы группы присылали через личные сообщения на специализированных форумах. Всего в архиве «Колхоза» числилось около 50 тысяч документов. Несмотря на богатую коллекцию, проект не стал популярным из-за отсутствия унифицированного каталога и отдельного сайта. В 2006—2007 годах администраторы портала Library.nu (или Gigapedia) скопировали англоязычные книги коллекции «Колхоза», оформили каталог, и вскоре после этого Library.nu стала одной из наиболее влиятельных пиратских библиотек англоязычного сектора интернета.

### Создание
После закрытия проекта  «Колхоз» подобные инициативы стали повсеместно возникать в Рунете. В 2007 году неизвестный пользователь разместил на rutracker.ru торрент-ссылки на 91 DVD-диск с научной и технической литературой. Коллекция включала работы, скачанные с различных российских сайтов, в том числе и собрание группы «Колхоз». Изначально выложенный архив не был упорядочен, однако вскоре другой пользователь начал организовывать тексты и унифицировать поиск по каталогу — сначала как таблицу Excel, а затем в форме отдельного сайта. В 2008 году на его основе был создан портал  Library Genesis (LibGen), предположительно, авторами выступили несколько российских учёных. 
До 2011 года коллекция LibGen росла в основном за счёт копирования материалов других российских интернет-архивов, аналогичных «Колхозу». За первые три года архив портала пополнили ещё на 330  тысяч документов. Крупнейшее пополнение коллекции LibGen произошло в 2011 году, когда портал интегрировал около полумиллиона англоязычных работ интернет-библиотеки Gigapedia (или Library.nu) — англоязычного книжного интернет-портала, начинавшего своё существования с копирования коллекции «Колхоз». В 2012 году Gigapedia была закрыта по обвинению в пиратстве. Иск к LibGen был подан в Мюнхенский суд коалицией международных научных издательств. 
Интеграция коллекции Gigapedia превратила LibGen из преимущественно российской интернет-библиотеки в англоязычную междисциплинарную теневую библиотеку. Начиная с 2013 года коллекция растёт через интеграцию репозиториев, созданных издателями. Большинство работ представлены на русском и английском языках, однако начиная с 2013 года в коллекцию стали добавлять и труды на немецком, итальянском, испанском и французском языках.

## Принцип работы
Портал предоставляет бесплатный доступ к научному знанию через создание открытой базы данных научных работ. Пользователи могут не только произвести поиск по каталогу и получить доступ к нужному тексту, но и распространять работы самостоятельно. Помимо основной коллекции LibGen существует инфраструктура аналогичных зеркальных теневых библиотек, которые могут объединять каталог LibGen с другими коллекциями. Подобная двухуровневая система позволяет LibGen сосредотачивать свои ресурсы на поддержании высококачественной научной коллекции, в то время как зеркальные сайты конкурируют за лучшее обслуживание пользователей.
Работу основного сайта осуществляет устоявшаяся команда администраторов, которые и финансируют работу портала и, при необходимости, собирают средства на дорогостоящее оборудование. При условии предоставления бесплатного доступа к работам сайты-зеркала могут размещать рекламу и получать прибыль от коллекции. Сервер LibGen расположен в Амстердаме, в то время как сам портал зарегистрирован на Багамах.
LibGen и Sci-Hub
До 2012 году основу коллекции LibGen составляли книги. Затем портал начал сотрудничество с другим крупным пиратским интернет-ресурсом Sci-Hub, предоставляющим автоматический и бесплатный доступ к полным текстам научных статей. Таким образом коллекция LibGen пополнилась скачанными со Sci-Hub статьями. Внезапная популярность Sci-Hub в Китае в 2013 году привела к повышенной нагрузке на сайт, в связи с чем создательница портала Александра Элбакян попросила администраторов LibGen использовать их коллекцию как внешний репозиторий. Чтобы оптимизировать дисковое пространство, она переписала код Sci-Hub: в дальнейшем портал автоматически проверял наличие запрашиваемой статьи в LibGen. Если работы не было в каталоге LibGen, то после скачивания через Sci-Hub она автоматически попадала в LibGen. В 2016 году ежедневно через Sci-Hub в LibGen загружалось около 2700 новых работ.

## Влияние на науку
Философия сайта построена на принципах автодидактизма (или самодидактизма), согласно которым общество или отдельные индивиды могут самостоятельно изучать разные области науки и получать необходимые знания. Целевой аудиторией LibGen являются жители развивающихся стран, у которых нет доступа к дорогостоящим подпискам на издательства. Чаще всего сайт посещают пользователи из Ирана, России и постсоветского пространства, Индии, Пакистана, Ирака, Китая, США и африканских стран. Наибольшее количество пользователей LibGen по отношению к размеру населения находится в относительно бедных странах Европы, таких как Литва, Эстония, Греция, Латвия, Словения, Хорватия, Северная Македония, Венгрия и Болгария. Распространению пиратских библиотек в большинстве этих стран способствует наличие большой доли грамотного населения с высокой мотивацией к учёбе, сравнительно слабая образовательная система, а также обязательства по внедрению образовательных стандартов Европейского союза при отсутствии институциональных доступов к научной литературе.
Администраторы LibGen выступают за внедрение принципов открытой науки — свободного доступа к научному контенту и распространению знания. Деятельность портала направлена на преодоление традиционной модели публикации академических работ, по которой издатели продают доступ к научным текстам через систему индивидуальных и институциональных подписок. Философия LibGen во многом совпадает с целями движения за открытый доступ, инициированного Будапештской инициативой открытого доступа (BOAI), опубликованной в 2002 году после проведённой институтом «Открытое общество» конференции. BOAI выступает за общественный доступ к научной рецензируемой литературе, которая должна будет выкладываться в интернет с согласия автора. Движения стремится к повсеместному внедрению принципов открытой науки, доступ к которой будет контролироваться исследователями, а не частными издательствами. Так, в 2016 году маржинальность пяти крупнейших академических издательств была на 30 % выше, чем высокодоходных корпораций Apple и The Walt Disney Company. Благодаря инициативам движения к 2014 году был открыт доступ к более чем 27 миллионам статей. В то же время прогресс BOAI остаётся относительно медленным по сравнению с темпами развития теневых библиотек. Однако некоторые исследователи считают, что работа таких пиратских порталов, как LibGen, ускоряет изменения устоявшихся моделей академических публикаций и вдохновляет библиотеки (например, Гарвардскую библиотеку) на отказ от дорогостоящих подписок. 
Принципы LibGen и Sci-Hub часто сравнивают с деятельностью активиста Аарона Шварца, выпустившего в 2008 году «Партизанский манифест», посвященный проблеме закрытости научного знания. В 2013 году Шварц покончил жизнь самоубийством, будучи под следствием за несанкционированное скачивание больших частей каталога JSTOR.
Информация — это сила. Но, как и в случае любой силы, есть те, кто хочет удержать её для себя. Все мировое научное и культурное наследие, опубликованное в течение веков в книгах и журналах, все больше и больше оцифровывается и «запирается» горсткой частных корпораций. Хочешь прочитать материалы, отражающие наиболее выдающиеся результаты науки? Тебе придётся переслать огромные суммы издателям, подобным Reed Elsevier.Аарон Шварц

## Статистика
За 2008—2014 годы каталог LibGen вырос с 34 тысяч до 1,2 миллиона документов. К тому моменту LibGen содержал 36 % всех опубликованных научных статей, в том числе 77 % работ Elsevier, 73 % Wiley и 53 % Springer. Также портал разместил и предоставил доступ к 25 миллионам электронных ресурсов, 95 % из которых составили образовательные материалы(научные статьи, книги, учебники) и 5 % имели рекреационную цель (художественная литература и комиксы). По состоянию на 2018-й год каталог ежедневно пополнялся на несколько тысяч работ.
По состоянию на июнь 2018 года в каталоге LibGen числилось около 2,7 млн книг и 58 млн публикаций научных журналов. По состоянию на 2019 год архив содержал 33 терабайта научной литературы. Согласно данным, предоставленным самим порталом, на декабрь 2020 года архив состоит из 2,89 млн файлов, общий объём которых составляет 40,14 ТБ.
Во время пандемии COVID-19 LibGen позволил получить отрезанным от кампусов студентам доступ к нужной литературе.

## Судебные иски и блокировки
В 2015 году издательство Elsevier подало иск в окружной суд Нью-Йорка, обвинив LibGen и Sci-Hub в предоставлении пиратского доступа к статьям и книгам. В ответ администрация LibGen обвинила Elsevier в получении большей части его прибыли от финансируемых государством исследований, которые должны быть в свободном доступе, поскольку они оплачиваются налогоплательщиками. Так как LibGen был расположен одновременно и в России, и в Амстердаме, оставались открытыми вопросы о применимости американского законодательства и возможности присутствия обвиняемых на заседании. 28 октября 2015 года суд постановил, что Sci-Hub и Library Genesis Project (Libgen) нарушают закон США об авторском праве и вынес решение в пользу академического издательства Elsevier и постановил отобрать доменные имена у порталов. Однако администраторы LibGen и Sci-Hub продолжили свою деятельность через альтернативные домены и даркнет. В отличие от Gigapedia, LibGen и SciHub труднее закрыть, поскольку оба портала максимально децентрализованы и их коллекции существуют сразу в нескольких копиях. В июне 2017 года окружной суд Нью-Йорка удовлетворил повторный иск Elsevier, обязав  Sci-Hub и LibGen выплатить 15 миллионов долларов. Ни один из администраторов LibGen в иске не назван, но Александре Элбакян может быть предъявлено уголовное обвинение, если она поедет в Соединённые Штаты.
В августе 2018 года оператор Vodafone в Германии заблокировал доступ к LibGen из-за совместной жалобы Elsevier, Springer и Macmillan в Мюнхенский областной суд. В апреле 2019 года LibGen и Sci-Hub были заблокированы во Франции, а осенью 2019-го большинство доменов LibGen были заблокированы в Дании и Австрии.
В 2020 году LibGen вошёл в «пиратский список», составленный Еврокомиссией.
Россия
В 2018 году британское издательство Springer Nature подало жалобу на нарушение LibGen авторских прав в отношении двух работ Nature Reviews Cardiology («Влияние снижения уровня глюкозы на сердечную недостаточность» и «Передача оксида азота при сердечно-сосудистых заболеваниях») и публикацию Nature Reviews Neuroscience («Лактат в головном мозге: от метаболического конечного продукта до сигнальной молекулы»). В ноябре 2018 года Московский городской суд распорядился принять меры к блокировке в России научных сайтов Sci-Hub и Library Genesis. В апреле 2019 года Springer Nature Limited подала иск в Мосгорсуд к интернет-провайдеру IP Volume Inc. Издательство потребовало от провайдера прекратить доступ к статьям «Текущая и будущая антиагрегантная терапия: акцент на сохранении гемостаза» и «Достижения в области терапии по снижению липидов с помощью технологий генов-глушителей» на сайтах lgmag.org и libgen.io.  Суд удовлетворил требования Springer Nature Limited и вынес постановление о блокировке LibGen. Также портал был внесён Роскомнадзором в реестр запрещённых ресурсов.
Общественная реакция
В конце ноября 2019 года пользователи сайта Reddit запустили совместный флешмоб в защиту LibGen, чтобы не допустить блокировки портала в будущем. Начало было положено пользователем Shrine, написавшим:
Это самая большая бесплатная библиотека в мире, обслуживающая десятки тысяч учёных и медицинских работников со всего мира, которые живут в развивающихся странах и не могут позволить себе покупать книги и научные журналы. В мире больше ничего подобного не существует.
Две службы удалённых серверов с высокой пропускной способностью Seedbox.io и UltraSeedbox  поддержали проект по защите LibGen. Благодаря их помощи через неделю LibGen раздал 10 терабайт и 900 000 научных книг. Другой крупный проект по онлайн-архивированию, The-Eye, также присоединился к хранению, отслеживанию и раздаче коллекции LibGen.
В декабре 2024 года издателям удалось захватить домен «library.lol» и отключить большинство других доменов Library Genesis. Некоторые из изъятых у библиотеки доменов были переданы издательским компаниям, чьи интересы были затронуты LibGen, другие — просто разделегированы регистратором.